# Žlkovce
Žlkovce este o comună slovacă, aflată în districtul Hlohovec din regiunea Trnava. Localitatea se află la altitudinea de 145 m deasupra n.m., se întinde pe o suprafață de 7,939 km2 și în 2017 număra 655 de locuitori.

## Istoric
Localitatea Žlkovce este atestată documentar din 1229.

## Demografie
| An:                | 1994 | 2004   | 2014   | 2024   |
| ------------------ | ---- | ------ | ------ | ------ |
| Număr de persoane: | 624  | 648    | 659    | 627    |
| Diferență:         |      | +3,84% | +1,69% | −4,85% |

| An:                | 2023 | 2024   |
| ------------------ | ---- | ------ |
| Număr de persoane: | 646  | 627    |
| Diferență:         |      | −2,94% |